# Wojciech Tomasz Osial

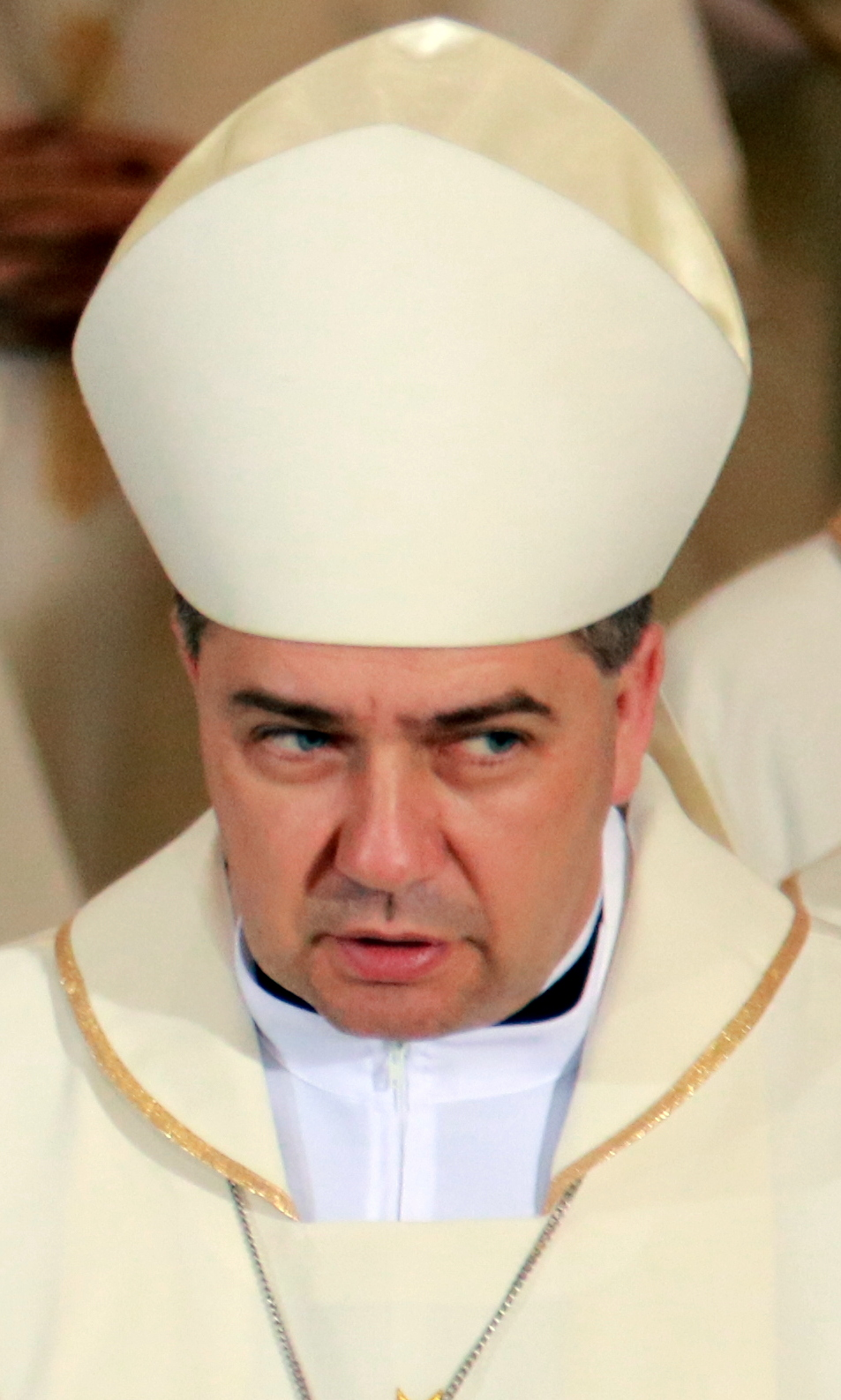
Wojciech Tomasz Osial (2018)

Bischofswappen von Wojciech Osial

Wojciech Tomasz Osial (* 19. November 1970 in Łowicz) ist ein polnischer römisch-katholischer Geistlicher und Bischof von Łowicz.

## Leben
Wojciech Tomasz Osial erlangte 1989 das Abitur. Anschließend studierte er Philosophie und Katholische Theologie an den Priesterseminaren in Warschau und in Łowicz. Osial empfing am 25. Mai 1995 in der Kathedrale von Łowicz durch den Bischof von Łowicz, Alojzy Orszulik SAC, das Sakrament der Priesterweihe für das Bistum Łowicz. Danach setzte er seine Studien in Rom fort, wo er 2001 an der Päpstlichen Universität der Salesianer mit der Arbeit L’attenzione al destinatario della catechesi nel movimento catechistico degli anni’60 e ’70. Bilancio della riflessione sulla dimensione antropologica della catechesi con particolare riferimento al rapporto tra fede ed esperienza umana („Die Aufmerksamkeit für die Adressaten der Katechese in der katechetischen Bewegung der 1960er und 1970er Jahre. Bilanz der Überlegungen zur anthropologischen Dimension der Katechese unter besonderer Berücksichtigung des Verhältnisses von Glaube und menschlicher Erfahrung“) im Fach Katechetik promoviert wurde.
Nach der Rückkehr in seine Heimat fungierte Osial als Notar der Diözesankurie sowie als Verantwortlicher für die Katechese und den Religionsunterricht im Bistum Łowicz. Zudem lehrte er ab 2001 am Priesterseminar in Łowicz sowie ab 2012 auch am Priesterseminar der Pallottiner in Ołtarzew und ab 2014 an der Kardinal-Stefan-Wyszyński-Universität Warschau. Von 2001 bis 2004 war er auch Dozent am Theologischen Institut des Bistums Łowicz. Außerdem wirkte er ab 2005 als stellvertretender Chefredakteur der Schriftenreihe Studia Lovicensia und als Berater für katechetische Fragen am Lehrerausbildungszentrum der Woiwodschaft Łódź in Skierniewice. Darüber hinaus gehörte Osial ab 2006 dem Diözesanpastoralrat des Bistums Łowicz an. Ab 2006 war er zudem als Gutachter für die Bewertung von Lehrplänen für den Religionsunterricht und für katechetische Lehrbücher bei der Kommission für das katholische Bildungswesen der Polnischen Bischofskonferenz tätig. Ferner war er ab 2012 Mitglied des Überprüfungsausschusses des Verbandes der polnischen Katechetinnen und Katecheten und ab 2013 Zensor im Rahmen des Verfahrens zur Erteilung des bischöflichen Imprimatur für die religiösen Bücher. 2014 wurde er zusätzlich Domherr an der Kathedrale von Łowicz. Daneben wurde er 2014 an der Kardinal-Stefan-Wyszyński-Universität Warschau mit der Arbeit Historia katechizmu. Geneza i rozwój katechizmu w Kościele Katolickim od I do XVI wieku („Geschichte des Katechismus. Entstehung und Entwicklung des Katechismus in der katholischen Kirche vom 1. bis zum 16. Jahrhundert“) im Fach Katechetik habilitiert.
Am 24. Dezember 2015 ernannte ihn Papst Franziskus zum Titularbischof von Cediae und bestellte ihn zum Weihbischof in Łowicz. Der Bischof von Łowicz, Andrzej Franciszek Dziuba, spendete ihm am 4. Februar des folgenden Jahres in der Kathedrale von Łowicz die Bischofsweihe. Mitkonsekratoren waren der Apostolische Nuntius in Polen, Erzbischof Celestino Migliore, und der Erzbischof von Łódź, Marek Jędraszewski. Sein Wahlspruch Dominus cor intuetur („Der Herr sieht auf das Herz“) stammt aus 1 Sam 16,7 . Als Weihbischof leitet Osial die Personalabteilung des Bistums Łowicz sowie die Pastoralabteilung und die Abteilung für sakramentale Angelegenheiten. Darüber hinaus gehört er dem Bischofsrat und dem Konsultorenkollegium des Bistums an.
Nach Dziubas Rücktritt am 9. März 2024 verwaltete Osial das Bistum Łowicz während der Sedisvakanz als Apostolischer Administrator. Am 12. September 2024 ernannte ihn Papst Franziskus zum Bischof von Łowicz. Die Amtseinführung fand am 16. November desselben Jahres statt.
In der Polnischen Bischofskonferenz fungiert Osial zudem seit 2021 als Vorsitzender der Kommission für das katholische Bildungswesen und der Arbeitsgruppe für Kontakte mit der Regierung der Republik Polen bezüglich des Religionsunterrichts. Außerdem gehört er der Seelsorgekommission und dem Rat für die Jugendpastoral an.

## Wappen
Auf dem Wappen Wojciech Tomasz Osials als Weihbischof ist ein Pelikan zu sehen, der seine Küken mit seinem eigenen Blut füttert. Der Pelikan symbolisiert Christus und das Füttern mit dem eigenen Blut steht für die Bereitschaft, das eigene Leben hinzugeben. Weiterhin steht das Nest für die Kirche, die Gemeinschaft und die Familie. Ferner soll der mit ausgebreiteten Flügeln seine Küken schützende Pelikan den Schutz symbolisieren, den Christus über die Menschen walten lässt. Darüber hinaus stellt das Wappen einen Bezug zum Wappen der Stadt Łowicz, der Heimatstadt von Wojciech Tomasz Osial, dar, das zwei Pelikane zeigt.

## Schriften (Auswahl)
- L’attenzione al destinatario della catechesi nel movimento catechistico degli anni’60 e ’70. Bilancio della riflessione sulla dimensione antropologica della catechesi con particolare riferimento al rapporto tra fede ed esperienza umana (= Tesi di dottorato. Band 482). Università Pontificia Salesiana. Facultà di scienze dell’edcazione, Rom 2001, OCLC 954669829.
- Cechy osobowości katechetycznej świętego Jana Marii Vianeya. In: Warszawskie Studia Pastoralne. Band 11, 2010, OCLC 922522992, S. 197–212 (muzhp.pl [PDF; 588 kB]).
- Pojęcie i aktualność idei katechumenatu Sługi Bożego księdza Franciszka Blachnickiego. In: Tarnowskie Studia Teologiczne. Band 29, 2010, OCLC 922427354.
- Wezwanie Benedykta XVI do nowej ewangelizacji w świetle Listu Apostolskiego motu proprio „Ubicumque et semper” ustanawiającego Papieską Radę ds. Krzewienia Nowej Ewangelizacji. In: Warszawskie Studia Teologiczne. Band 24, Nr. 1, 2011, OCLC 854540529, S. 277–290 (org.pl [PDF; 141 kB]).
- Wychowawczo-aksjologiczne aspekty misji nauczyciela. In: Paedagogia Christiana. Band 30, Nr. 2, 2012, OCLC 5135214063, S. 145–161 (researchgate.net [PDF; 532 kB]).
- Historia katechizmu. Geneza i rozwój katechizmu w Kościele Katolickim od I do XVI wieku. Towarzystwo Naukowe Franciszka Salezego, Warschau 2013, ISBN 978-83-61451-20-4.
- Misja katechety w nauczaniu papieża Franciszka. In: Studia Loviciensia. Nr. 17, 2015, OCLC 998367212, S. 179–190.
- Duchowość eucharystyczna katechety: założenia teologiczne. In: Studia Loviciensia. Nr. 19, 2017, OCLC 1036653538.
- Katechizm narzędziem katechezy – bogactwo tradycji wobec wyzwań współczesności. In: Collectanea Theologica. Band 87, Nr. 2, 2018, OCLC 7290963372, S. 95–114.
- Katechizm Holenderski: katechizm dla dorosłych bliski człowiekowi. In: Dariusz Kurzydło (Hrsg.): Katechetyk i wychowawca: księga jubileuszowa dedykowana ks. prof. Kazimierzowi Misiaszkowi SDB (= Biblioteka Teologii Pastoralnej. Band 17). Uniwersytet Kardynała Stefana Wyszyńskiego. Katedra Teologii Pastoralnej i Nauk Pomocniczych, Warschau 2019, OCLC 1242156538, S. 55–74.
- Chcę być bliżej Boga: kilka myśli o tym, co najważniejsze. Wydawnictwo Jedność, Kielce 2020, ISBN 978-83-8144-461-3.
- Katecheta w świetle Listu apostolskiego „Antiquum ministerium“ papieża Franciszka. In: Maria Szymańska, Zbigniew Marek, Janusz Mółka, Miłosz Mółka (Hrsg.): Pedagogika i teologia w realizacji zadań codzienności. Wydawnictwo Naukowe Akademii Ignatianum w Krakowie, Krakau 2022, OCLC 1356753247, S. 11–30.